# Вилла Дориа-Памфили
Вилла Дориа Памфили (итал. Villa Doria Pamphilj) — обширный дворцово-парковый ансамбль на Via Aurelia Antica в Риме на западе города, в районе Трастевере, в полутора км к югу от Ватикана. Историческая резиденция, включающая третий по величине общественный парк в Риме (184 гектара) после регионального парка Аппиевой дороги и парка Пинето. Вилла расположена за стенами исторической части города, на западных склонах холма Джаниколо (древнеримский Яникул). С холма Джаниколо начиналась древнеримская Аврелиева дорога.
Виллу строили в 1644—1652 годах по проекту Алессандро Альгарди и Джованни Франческо Гримальди. Заказчиком выступал князь Камилло Памфили, сын «папессы» Олимпии Майдалькини.
В 1849 году, во время Рисорджименто, вилла стала ареной одного из самых кровопролитных сражений за оборону Римской республики: 2 июня французские войска заняли соседнюю виллу Корсини, а на следующий день войска Гарибальди тщетно пытались её отвоевать. Во время одного из нападений погиб полковник Анджело Мазини, а Гоффредо Мамели, автор стихов итальянского гимна, был смертельно ранен.
В 1856 году вилла была присоединена к соседней вилле Корсини, и весь комплекс был преобразован в крупную сельскохозяйственную компанию. Первые экспроприации со стороны муниципалитета Рима начались в 1939 году, а главное здание виллы в 1957 году было приобретено итальянским государством. Более 168 гектаров были приобретены римским муниципалитетом.
В 1960 году вилла была разделена на две части для продолжения улицы Виа Леоне XIII (участка улицы Виа Олимпика) и открыта для публики в 1972 году. Внутри находится Casino del Bel Respiro или Algardi, которое является официальной резиденцией итальянского правительства.

## История
До 1630 года на этом месте существовали виноградники и небольшая усадьба, называемая «Старая вилла» (Villa Vecchia). Она была приобретена Памфилио Памфили 23 октября 1630 года после бракосочетания с Олимпией Майдалькини. Семья имела деньги и начала скупать соседние виноградники, значительно увеличив свои владения.
В 1644 году 70-летний кардинал Джованни Батиста Памфили был избран папой римским и принял имя Иннокентий X. Среди благородных римских семей он считался выскочкой, поэтому первостепенной заботой для него было укрепление в Риме авторитета семейства Памфили, происходившего из провинциального Губбио. Для повышения статуса папа занялся строительством новой виллы.

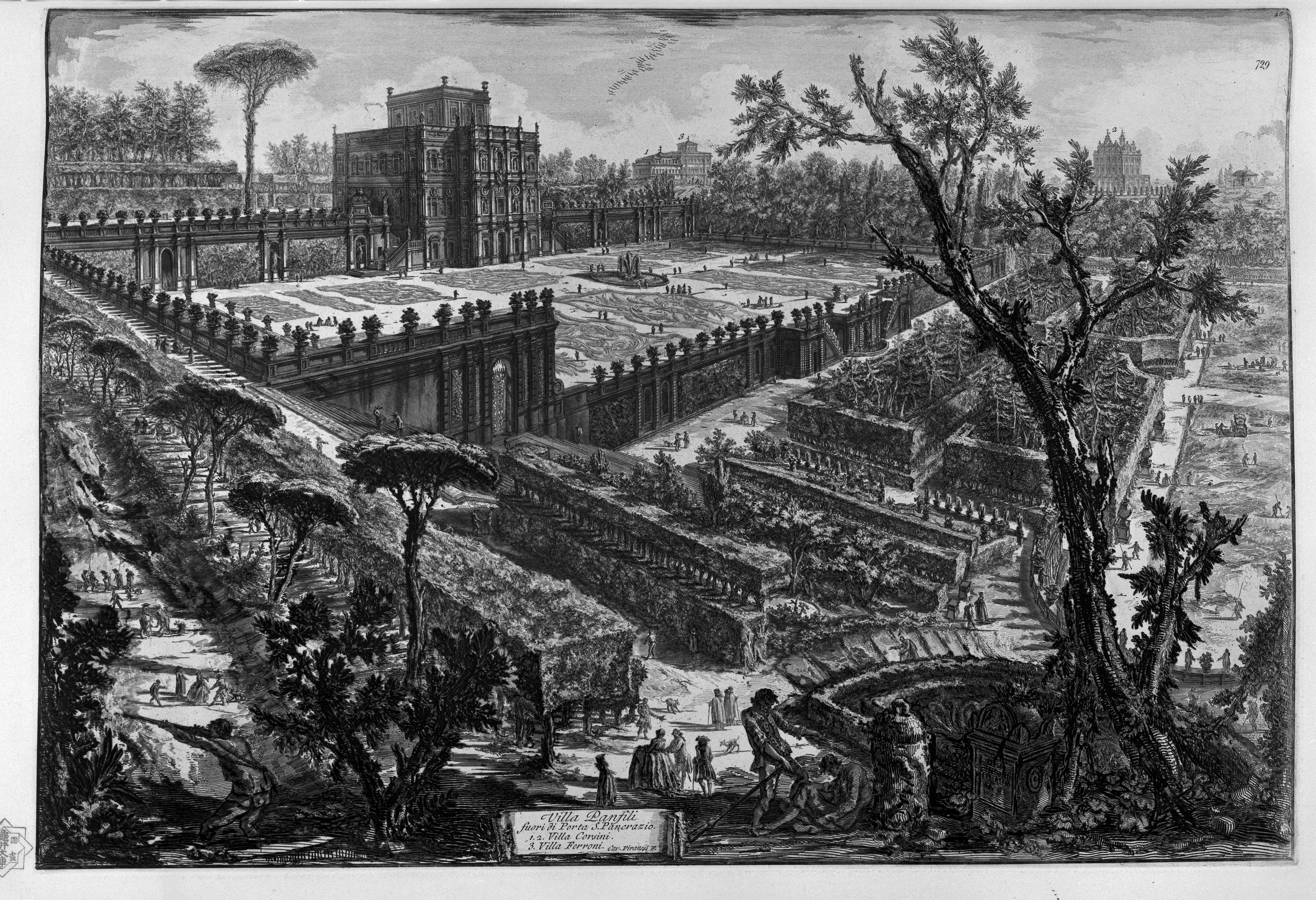
Вилла Дориа Памфили. Из серии «Виды Рима». Офорт Дж. Б. Пиранези

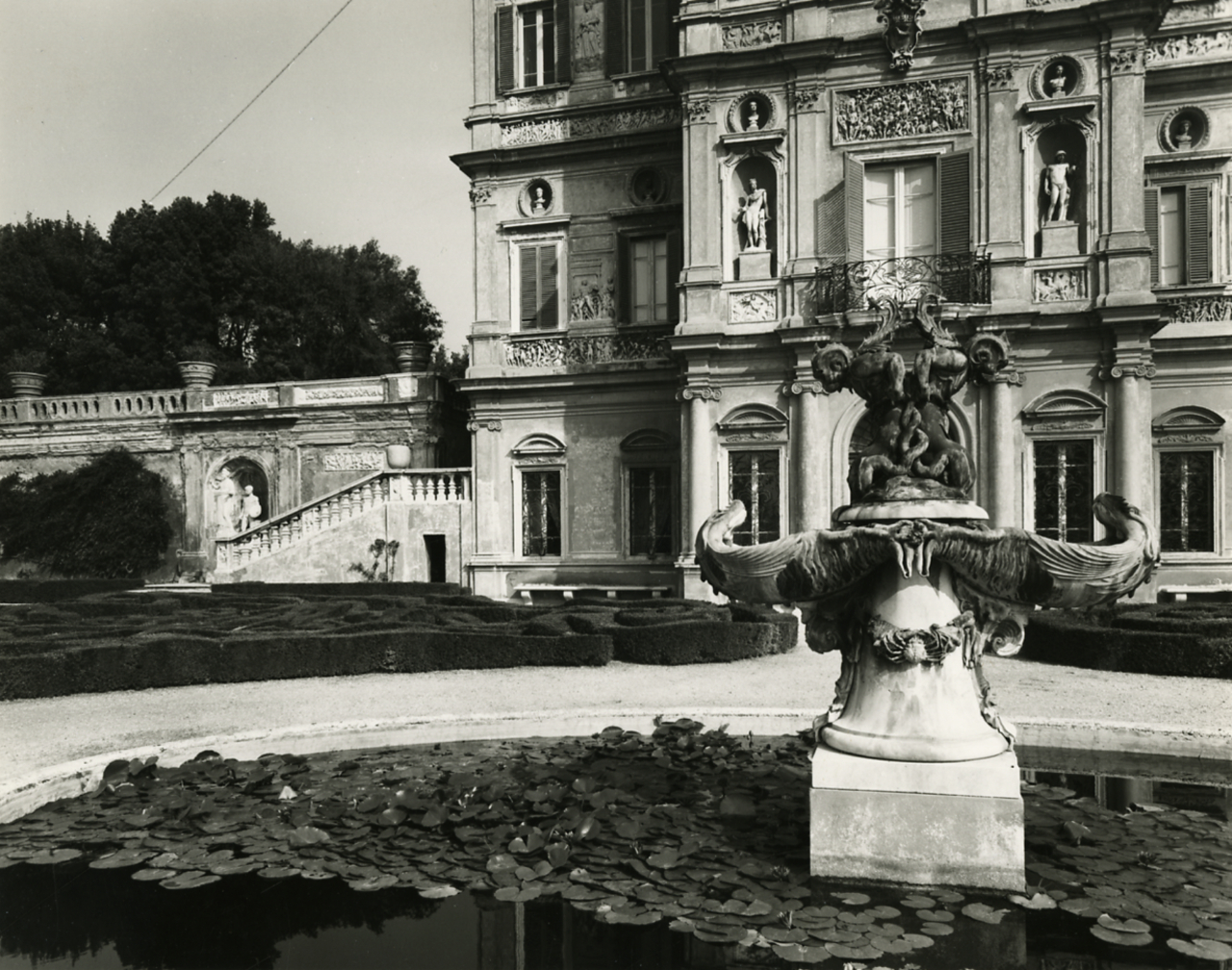
Деталь здания и реплика фонтана по рисунку Пьетро Такки (оригинал на площади Сантиссима Аннунциата во Флоренции, 1629). Фотография Паоло Монти. 1964

Новый папа не ладил с Джанлоренцо Бернини и приблизил ко двору скульптора Алессандро Альгарди, соперника Бернини. Для папы, мало разбиравшегося в искусстве и не бывшего меценатом, это был удачный выбор, так как Альгарди долго добивался признания и известности, чему мешала «художественная диктатура» Бернини при папском дворе. Теперь же он получил возможность работать в полную силу. Алессандро Альгарди не был архитектором, но папа поручил именно ему надзор за проектированием и строительством новой виллы. В работах участвовали Джироламо Райнальди, живописец и архитектор Джованни Франческо Гримальди, а над садами трудился ботаник Тобиа Альдини.

## Архитектура
Здание распланировали на склоне холма. Трёхэтажная вилла имеет высокую центральную часть, увенчанную бельведером. Склоны холма были использованы для устройства террас и создания регулярного сада (Il Giardino Segreto) с партерами и фонтаном. Ниши южного фасада и парапет на крыше украсили скульптурами. Боковые крылья так и не построили, отчего здание получило несколько странные пропорции. Ансамбль вместе с садом будто был ориентирован в прошлое, на образцы эпохи маньеризма, на виллу Медичи в Риме или казино Пия IV. В эпоху барокко такая вилла выглядела анахронизмом. Зато была тщательно разработана программа фресок и украшений, чтобы демонстрировать посетителям благородство и утончённость рода Памфили. Аллеи сада также имеют названия, составляющие одну из достопримечательностей ансамбля.

## Одонимия (названия аллей) сада
Аллеи внутри сада виллы посвящены известным женщинам:
Симона де Бовуар, Кристина ди Бельджойозо, сестры Бронте, Мария Каллас, Карла Каппони, Мария Карта, Камилла Чедерна, Альда Коста, Ориана Фаллачи, Артемизия Джентилески, Наталья Гинзбург, Долорес Ибаррури, Анна Кулишофф, Джорджиана Мази, Виттория Ненни, Флоренс Найтингейл, Анна Политковская, Клара Вик Шуман, Мириам Мафаи.

## Галерея

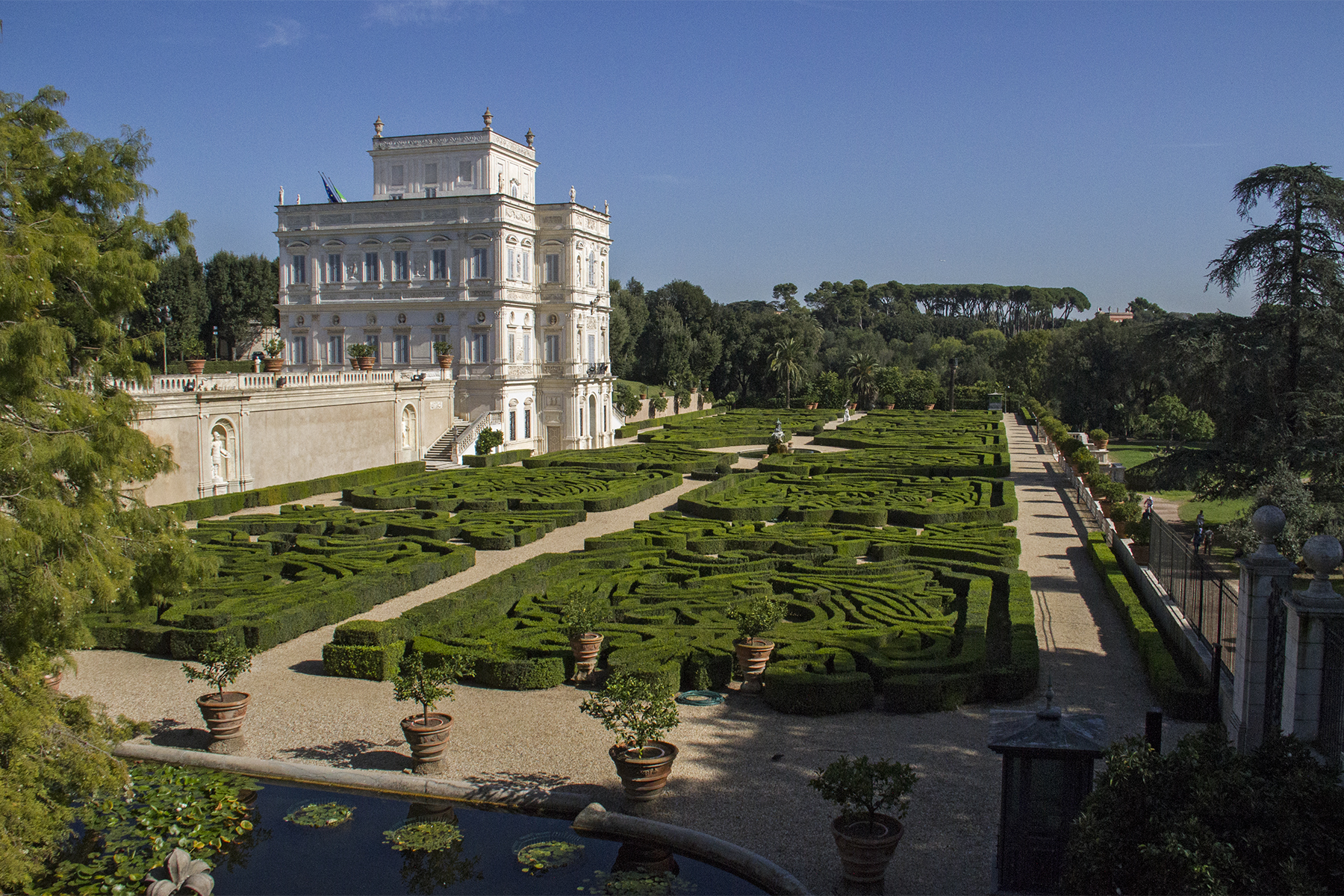
Сад виллы
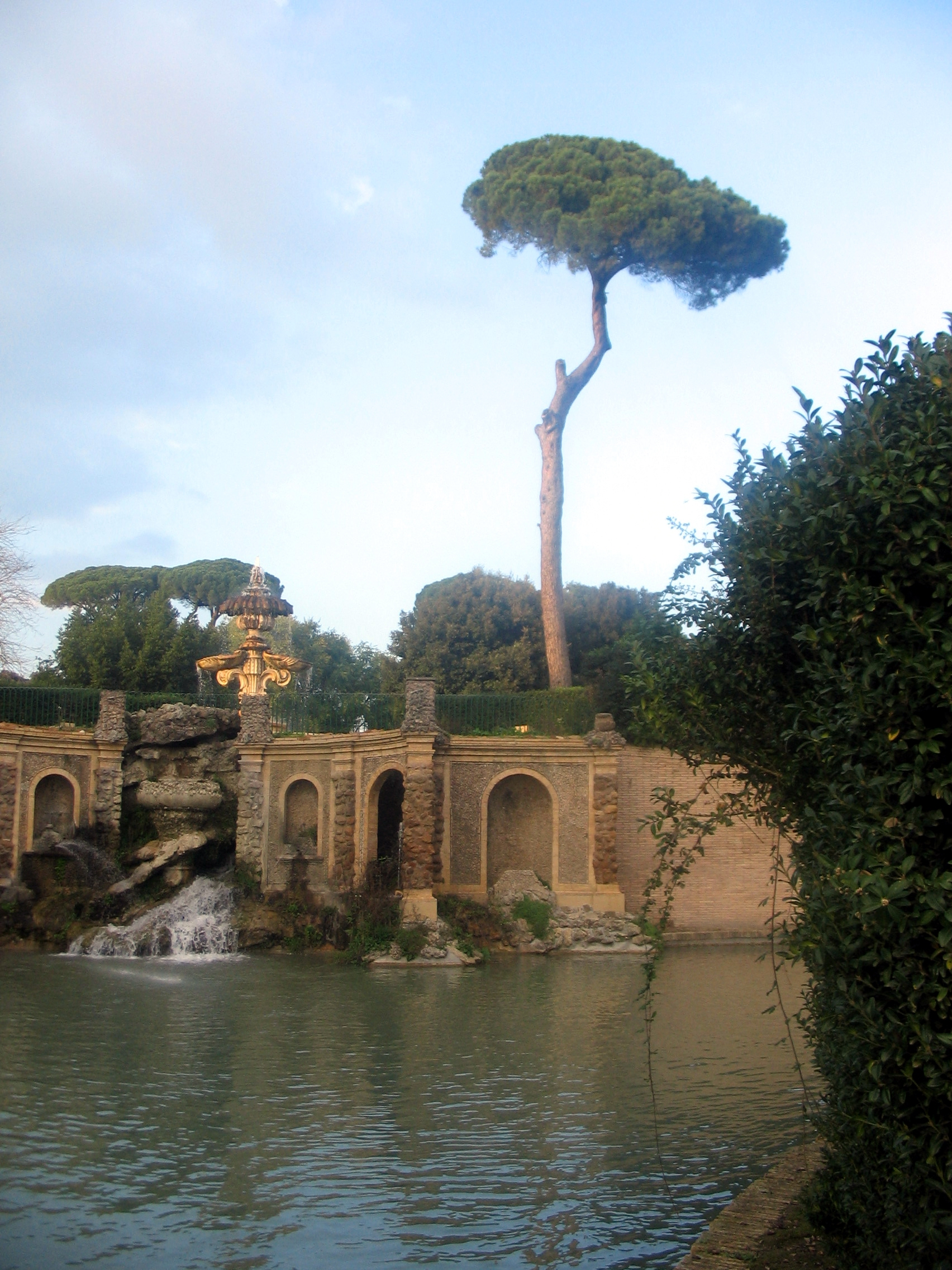
Пруд
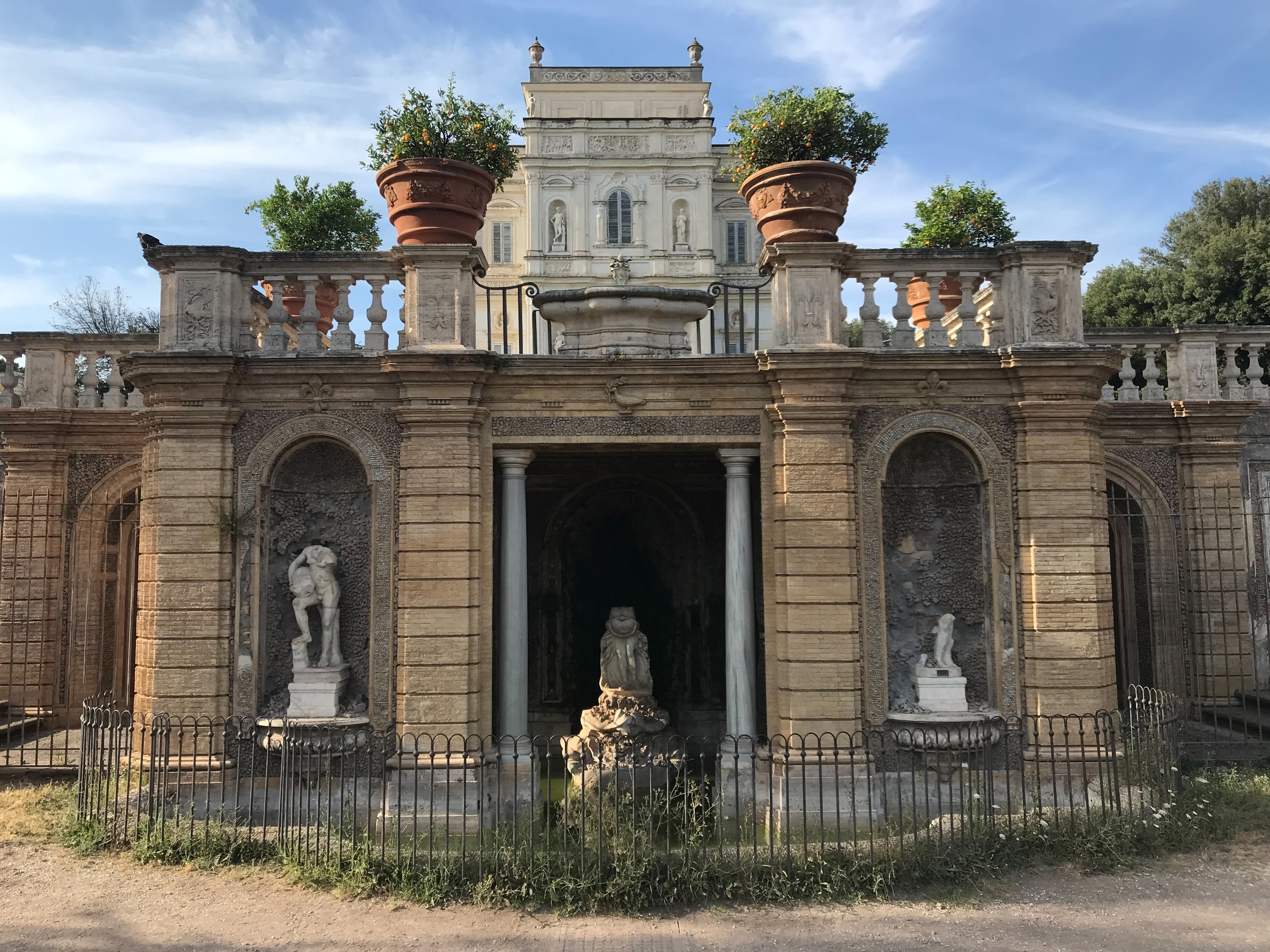
Фонтан Венеры
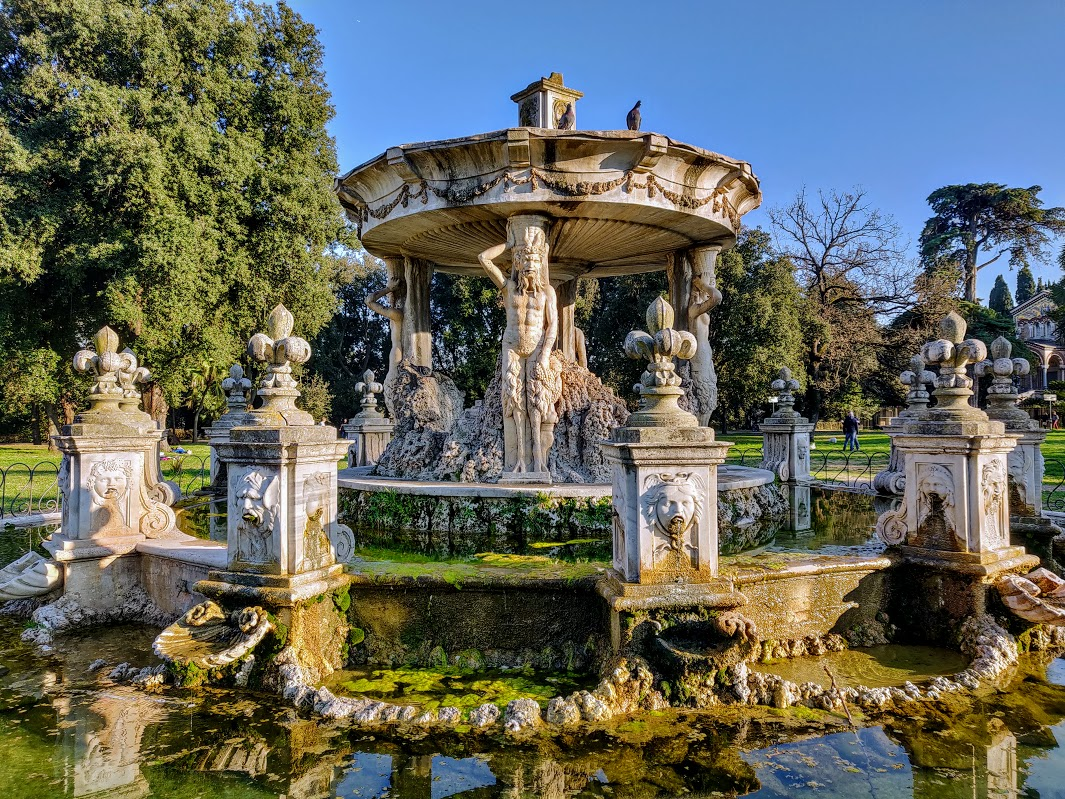
Фонтан купидона. 1855. По рисунку Андреа Бузири Вичи
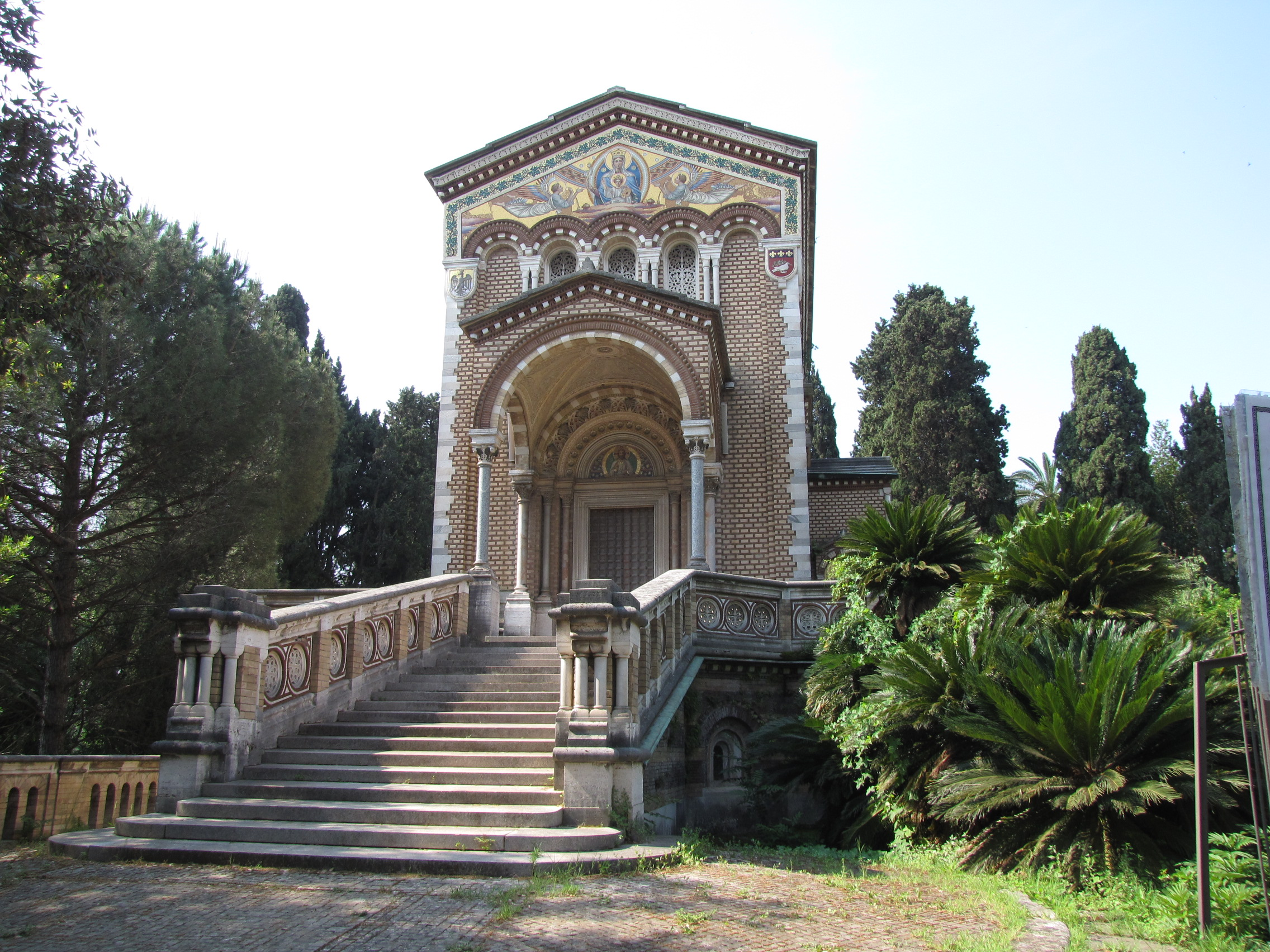
Капелла
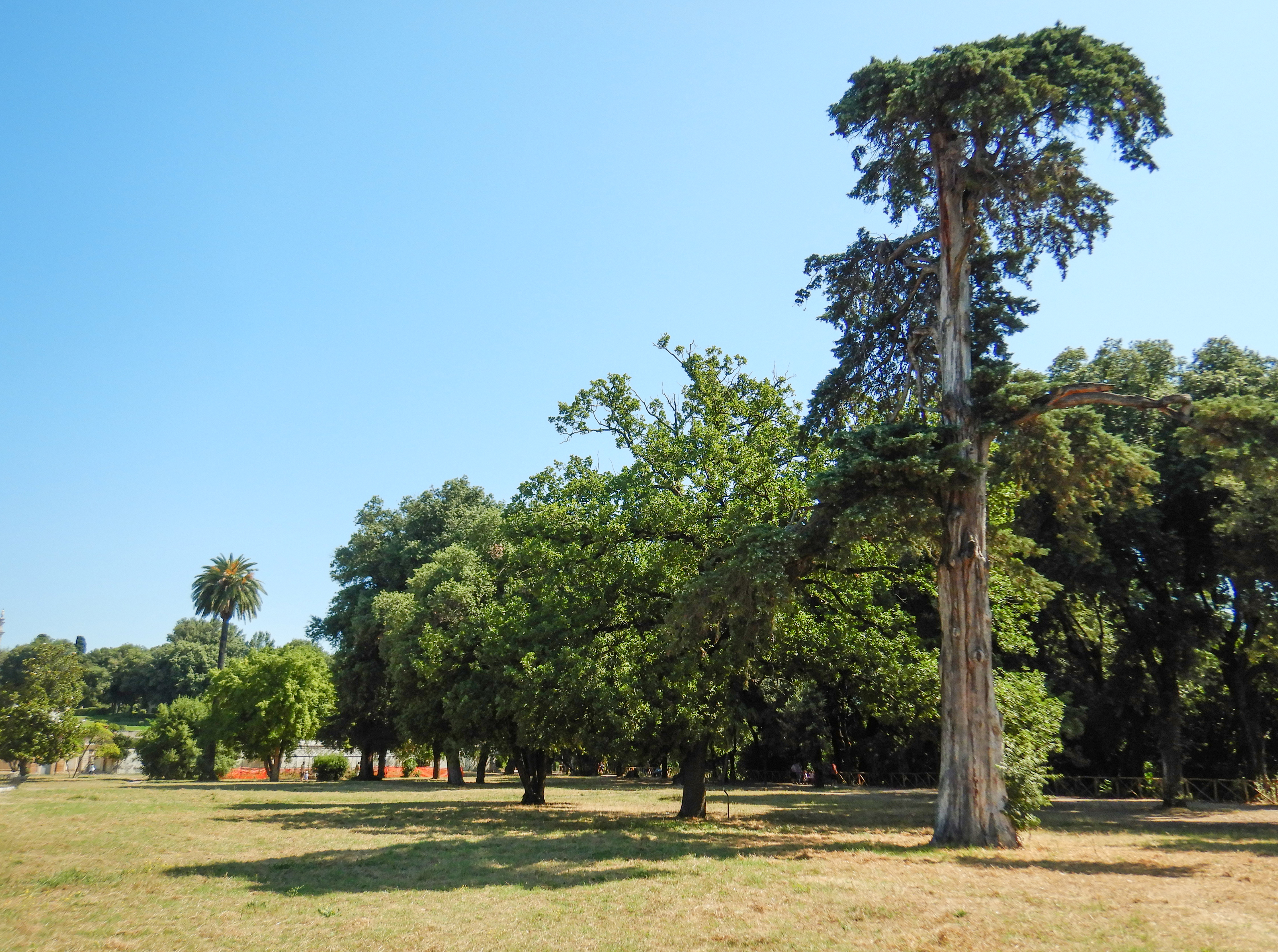
Парк